# Stockmann – Kleines Stöckchen auf großer Reise
Stockmann – Kleines Stöckchen auf großer Reise ist ein britischer Animations-Kurzfilm von Jeroen Jaspert und Daniel Snaddon aus dem Jahr 2015. Der Fernsehfilm basiert auf dem gleichnamigen Kinderbuch von Julia Donaldson und Axel Scheffler.

## Handlung
Stockmann lebt glücklich mit seiner Frau und seinen drei Kindern in einem alten Baum. Es ist Winter, kurz vor Weihnachten. Eines Morgens wird er von einem Hund geschnappt und weggeschleppt. Nach einigen turbulenten Abenteuern landet er in einem Kamin. Als er versucht zu entkommen, versucht gleichzeitig der Weihnachtsmann durch den Kamin zu kommen und bleibt stecken. Der Stockmann hilft ihm und darf danach mit ihm zusammen die Geschenke verteilen. Am Ende kommt er zurück zu seiner Familie, die sich schon Sorgen machte.

## Synchronisation
| Rolle        | Darsteller        | Synchronsprecher       |
| ------------ | ----------------- | ---------------------- |
| Erzählerin   | Jennifer Saunders | Barbara Auer           |
| Stockmann    | Martin Freeman    | Christoph Maria Herbst |
| Santa Claus  | Hugh Bonneville   | Armin Rohde            |
| Hund         | Russell Tovey     | Armin Rohde            |
| Stockfrau    | Sally Hawkins     | Traudel Sperber        |
| Stockbaby    | Eden Muckle       | Celine Fontanges       |
| Stockmädchen | Isabel Ainsworth  | Ella Antosch           |
| Stockjunge   | Ben Jenkinson     | Johanna Dost           |

## Produktion und Veröffentlichung
Der Kurzfilm wurde von Triggerfish Animation in Kapstadt animiert. Die Produktion übernahmen sowohl BBC als auch ZDF. Insgesamt war es nach Der Grüffelo, Das Grüffelokind und Für Hund und Katz ist auch noch Platz der vierte Animationsfilm von Produzent Michael Rose (Magic Light Pictures), der auf einem Kinderbuch von Julia Donaldson und Axel Scheffler beruht.
Der Film erlebte seine Premiere am 25. Dezember 2015 im Vereinigten Königreich auf BBC ausgestrahlt und erreichte 9,27 Millionen Zuschauer und damit eine Quote von 41 %. In Deutschland wurde er erstmals am 24. Dezember 2016 vom ZDF ausgestrahlt.

## Kritiken
Auf Kinderfilmwelt wurde der Film sehr positiv besprochen. So meinte der Rezensent: „Auch bei Stockmann haben es die Filmemacher wieder ganz großartig hingekriegt, die Bilder aus dem Buch lebendig werden zu lassen.(…) Und staunen kannst du darüber, wie lebendig ein einfacher Stock sein kann, wenn er springt, rennt und auf Bäume klettert. Wunderbar. Obwohl dieser Animationsfilm kurz ist, bietet er lustige Figuren und eine spannende Geschichte, die übrigens gut ausgeht.“

## Auszeichnungen
| Jahr | Preisverleihung             | Kategorie                         | Ausgezeichnet                   | Resultat | Ref.  |
| ---- | --------------------------- | --------------------------------- | ------------------------------- | -------- | ----- |
| 2016 | British Animation Awards    | Best Voice Performer              | Martin Freeman                  | Gewonnen | [ 7 ] |
| 2016 | British Animation Awards    | Best Use of Sound                 | Stockmann                       | Gewonnen | [ 8 ] |
| 2016 | British Animation Awards    | Best Long Form                    | Stockmann                       | Gewonnen |       |
| 2016 | Festival d’Animation Annecy | Best TV Production                | Stockmann                       | Gewonnen | [ 3 ] |
| 2017 | Kidscreen Awards            | Best One-Off, Special or TV Movie | Stockmann                       | Gewonnen | [ 9 ] |
| 2017 | Kidscreen Awards            | Best Directing                    | Jeroen Jaspaert, Daniel Snaddon | Gewonnen | [ 9 ] |
| 2017 | Kidscreen Awards            | Best Music                        | Stockmann                       | Gewonnen | [ 9 ] |
| 2017 | Kidscreen Awards            | Best Design                       | Stockmann                       | Gewonnen | [ 9 ] |